# Luisiella feruglioi
Luisiella feruglioi è un pesce osseo estinto, appartenente ai teleostei. Visse nel Giurassico superiore (Kimmeridgiano, circa 152 - 157 milioni di anni fa) e i suoi resti fossili sono stati ritrovati in Sudamerica.

## Descrizione
Questo pesce era di piccole dimensioni, e non doveva superare i 12 centimetri di lunghezza. Il corpo era fusiforme, simile a quello di un'aringa. Il cranio era più lungo che alto, e il muso era corto (più corto del diametro dell'orbita). Il canale sensorio infraorbitale era dotato di pochi tubuli semplici, e quello preopercolare ne aveva sette o otto, anch'essi semplici e che non raggiungevano il margine ventrale del preopercolo. Quest'ultimo era privo di un'estensione posteroventrale. Non erano presenti ossa suborbitali, mentre le ossa frontali erano fortemente ornamentate; anche la mascella era ornata da solchi longitudinali. Gli archi neurali addominali erano espansi e a forma di clessidra, con le spine neurali che si originavano dalla porzione mediana del margine posteriore di ognuno degli archi neurali. La pinna dorsale si originava immediatamente dietro all'origine delle pinne pelviche. Il primo pterigioforo anale era notevolmente grande. Il primo centro pleurale era stato di una corta spina neurale. La colonna vertebrale possedeva 39 - 41 vertebre.

## Classificazione
I primi fossili di questo pesce vennero ritrovati nella formazione Cañadón Calcáreo nella provincia di Chubut in Argentina, e vennero inizialmente ascritti da Piatnitzky nel 1936 alla specie Diplomystus longicostatus, già nota per fossili ritrovati nel bacino dell'Araripe in Brasile e risalenti al Cretaceo inferiore. Successivamente, Bordas studiò altri fossili provenienti dalla stessa località e li ascrisse a una nuova specie del genere Tharrhias, T. feruglioi. Fu poi Bocchino, nel 1967 e nel 1978, a descrivere un nuovo genere e una nuova specie per fossili di pesci sempre provenienti dalla medesima formazione, Luisiella inexcutata. Gli studi di Sferco e colleghi, nel 2015, permisero di assegnare tutti gli esemplari alla medesima specie; per una questione di priorità di nomenclatura, la specie venne denominata Luisiella feruglioi.
Luisiella è un rappresentante dei teleostei, il gruppo comprendente la stragrande maggioranza di pesci ossei attuali. Non è chiaro, tuttavia, se Luisiella fosse un teleosteo basale oppure un membro derivato dei teleostei. Secondo gli studi di Emilia Sferco e colleghi (2015a, 2015b) Luisiella farebbe parte di una famiglia, i Luisiellidae, comprendente anche due forme australiane, Cavenderichthys del Giurassico superiore e Waldmanichthys del Cretaceo inferiore; le analisi di Sferco e colleghi indicherebbero che i Luisiellidae farebbero parte del gruppo stelo dei teleostei, in una posizione immediatamente successiva a Leptolepis. Altre ricerche (Bean e Arratia, 2019) indicherebbero una stretta correlazione tra Waldmanichthys e Cavenderichthys ma non tra questi ultimi e Luisiella; le due forme australiane farebbero parte della famiglia Orthogonikleithridae, comprendente anche forme del Giurassico europeo. Secondo Bean e Arratia, tuttavia, sia Luisiella che gli Orthogonikleithridae sarebbero parte del gruppo corona dei teleostei, in una posizione ancestrale rispetto agli Osteoglossocephala (il gruppo comprendente gli Osteoglossomorpha e i teleostei più derivati).

## Paleoecologia
Luisiella era un piccolo pesce di acqua dolce, che mostra una notevole variabilità intraspecifica dovuta sia all'ontogenesi che alla variabilità tra individui adulti. 